# Tour de Lombardie 2009
La 103e édition du Tour de Lombardie a eu lieu le 17 octobre 2009. Il s'agit de la dernière épreuve du Calendrier mondial UCI 2009.

## Classement final
|    | Coureur              | Pays       | Équipe                       | Temps           |
| -- | -------------------- | ---------- | ---------------------------- | --------------- |
| 1  | Philippe Gilbert     | Belgique   | Silence-Lotto                | 5 h 43 min 46 s |
| 2  | Samuel Sánchez       | Espagne    | Euskaltel-Euskadi            | 0 s             |
| 3  | Alexandr Kolobnev    | Russie     | Team Saxo Bank               | + 4 s           |
| 4  | Luca Paolini         | Italie     | Acqua & Sapone-Caffè Mokambo | 4 s             |
| 5  | Johnny Hoogerland    | Pays-Bas   | Vacansoleil                  | 4 s             |
| 6  | Robert Gesink        | Pays-Bas   | Rabobank                     | 4 s             |
| 7  | Alexandre Vinokourov | Kazakhstan | Astana                       | 4 s             |
| 8  | Daniel Martin        | Irlande    | Garmin-Slipstream            | 4 s             |
| 9  | Juan José Cobo       | Espagne    | Fuji-Servetto                | 4 s             |
| 10 | Cadel Evans          | Australie  | Silence-Lotto                | 4 s             |